# Svenska freds- och skiljedomsföreningen

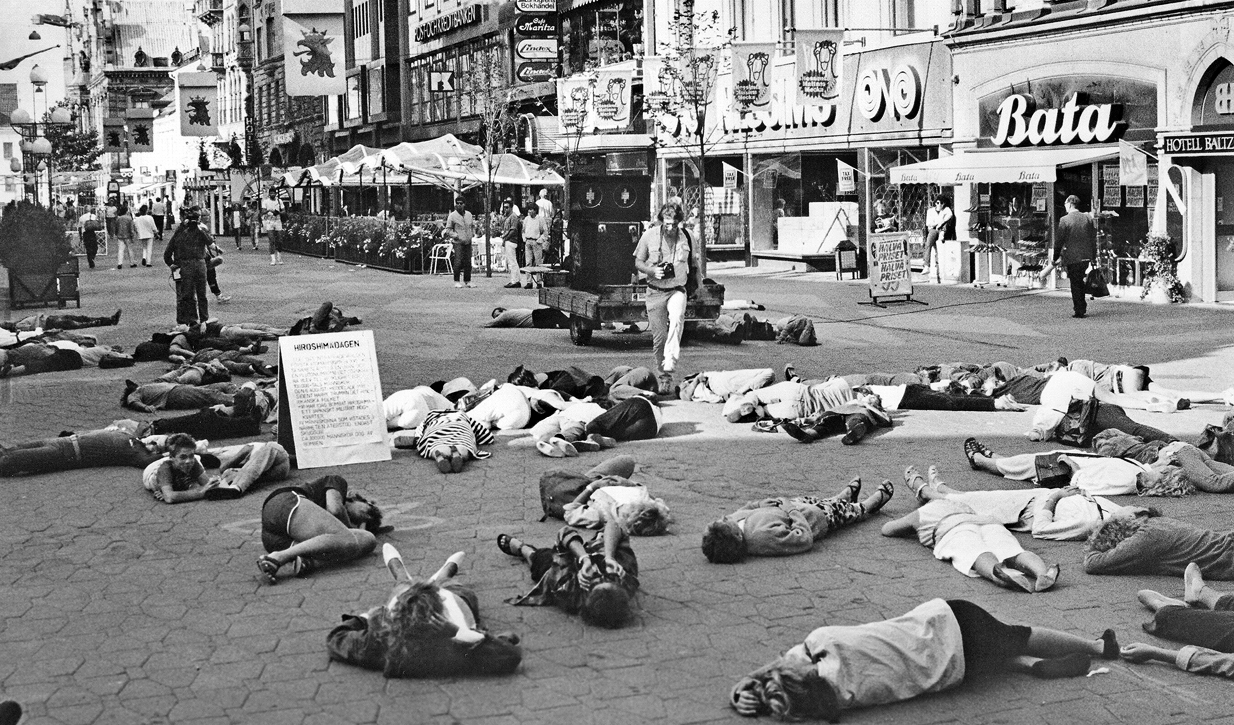
Hiroshimadagen. Svenska Freds anordnade en manifestation på Södergatan "Ströget" 6 aug 1987 i Malmö. Från stora högtalare hördes bombljudet och folk föll till marken, och blev så liggande i 5 minuter till tonerna av Verdis Requiem.

Svenska Freds- och Skiljedomsföreningen, ofta benämnd Svenska Freds, är en politiskt obunden ideell fredsorganisation som arbetar för hållbar fred, ickevåld och fredlig förhandling genom att sprida kunskap, opinionsbildning och politiskt påverkansarbete. Föreningen har cirka 19 000 medlemmar fördelade på åtta lokalföreningar. Svenska Freds grundades 1883 och har sitt säte i Stockholm.
Föreningens centralstyrelse delar årligen ut Eldh-Ekblads fredspris.

## Historik
Föreningen bildades 1883 på Hotell Rydberg i Stockholm av bland andra publicisten och fredsagitatorn Klas Pontus Arnoldsson, som fick Nobels fredspris 1908. Svenska Freds är Sveriges största och världens äldsta ännu aktiva fredsförening.
Under första världskriget hölls i juni 1915 en så kallad fredskongress i Varberg, där Svenska Freds var både initiativtagare såväl som en av 200 deltagande föreningar. Kongressprotokollet översändes till alla världens regeringar. Ett flertal framträdande politiker och kulturpersonligheter har genom åren varit medlemmar i föreningen, bland andra Per Anders Fogelström och August Strindberg.
Svenska Freds har och har haft flera lokalavdelningar, vilka har uppstått och senare ofta avvecklats eller gått samman med andra lokalavdelningar. En speciell sådan var Vapenfriföreningen, som existerade från 1974 för att sedan avvecklas omkring 20 år senare. Den var en hybrid av fredsförening och facklig organisation för vapenvägrare. Botkyrka Fredsförening är ett annat exempel på en lokal förening, som numera gått upp i Stockholms fredsförening, men som på sin tid bland annat drev en skola i Bangladesh samt liksom andra lokala fredsföreningar hade en aktiv närradioorganisation.
Svenska Freds har varit delaktig i att vinna Nobels fredspris vid fyra tillfällen: 1908, när KP Arnoldson fick priset, 1910 via Internationella fredsbyrån, 1997 som del av ICBL:s arbete mot personminor och 2017 genom ICAN:s kampanj för ett förbud av kärnvapen.

## Organisation och verksamhet
Svenska Freds finansieras huvudsakligen med offentliga bidrag från Arvsfonden och Folke Bernadotteakademin,
Föreningen ger ut Fredstidningen Pax  och dess centralstyrelse delar årligen ut Eldh-Ekblads fredspris.
Ordförande sedan maj 2022 är Kerstin Bergeå som efterträdde Agnes Hellström (2016–2022).

## Ordförande
- Sven Adolf Hedlund (1883–1888)
- Carl Sundblad (1888–1896)
- Edvard Wavrinsky (1896–1898)
- Anton Nyström (1898–1899)[källa behövs]
- Gustaf Rudolf Wretman (1900)
- N.A. Nilsson (1901–1905)
- Per Nilsson Bosson (1906–1914)
- Nils A:son Berg (1914–1920)
- Gust. E. Dahlberg (1921)
- Nils A:son Berg (1922–1930)
- Per Gyberg (1931–1940)
- J.A. Åhgren (1941–1946)
- Erik Lindblom (1946–1962)
- Östen Johannesson (1962)
- Per Anders Fogelström (1963–1977)
- Åke Sandin (1977–1979)
- Tomas Magnusson (1979–1985)
- Lars Ångström (1985–1995)
- Magnus Jiborn (1995–1998)
- Maria Ermanno Fäldner (1998–2003)
- Frida Blom (2003–2007)
- Anna Ek (2007–2016)
- Agnes Hellström (2016–2022)
- Kerstin Bergeå (2022– )